# Circolo Nautico Posillipo 1994-1995
Questa voce raccoglie le informazioni riguardanti il Circolo Nautico Posillipo nelle competizioni ufficiali della stagione 1994-1995.

## Rosa
| N° |                       | Ruolo | Giocatore                |
| -- | --------------------- | ----- | ------------------------ |
|    | Jugoslavia (bandiera) | P     | Milan Tadić              |
|    | Italia (bandiera)     |       | Michele Bisceglia        |
|    | Italia (bandiera)     |       | Alberto Petrucci         |
|    | Serbia (bandiera)     |       | Dušan Popović            |
|    | Italia (bandiera)     |       | Giuseppe Porzio          |
|    | Italia (bandiera)     |       | Massimo Fiorentino       |
|    | Italia (bandiera)     |       | Gianfranco Salvati       |
|    | Italia (bandiera)     |       | Mario Fiorillo           |
|    | Italia (bandiera)     |       | Franco Porzio (Capitano) |

| N° |                   | Ruolo | Giocatore           |
| -- | ----------------- | ----- | ------------------- |
|    | Italia (bandiera) |       | Ferdinando Gandolfi |
|    | Italia (bandiera) |       | Piero Fiorentino    |
|    | Italia (bandiera) |       | Carlo Silipo        |
|    | Italia (bandiera) |       | Fulvio Di Martire   |
|    | Italia (bandiera) |       | Marcello De Georgio |
|    | Italia (bandiera) |       | Fabio Galasso       |
|    | Italia (bandiera) |       | Cacace              |
|    | Italia (bandiera) |       | Ialeggio            |
|    | Italia (bandiera) |       | Valerio Antinori    |